# Anreep
Anreep is een buurtschap gelegen ten zuidoosten van de stad Assen en valt onder de gemeente Assen in de provincie Drenthe (Nederland).

## Geschiedenis
Anreep is een oud esdorp, ontstaan in de middeleeuwen. Op schrift wordt Anreep in 1141 genoemd, waarschijnlijk bestond Anreep toen uit één boerderij. Maar er zijn bewoningssporen gevonden van ver voor de jaartelling. In 1456 zijn in Anreep 4 boerenerven bekend, in 1612 waren dat 5 erven. In het westelijk deel van de marke van Anreep ontstond in de 19e eeuw het Aardscheveld, een plaggenhuttenkolonie. Nu bestaat Anreep nog uit ca. 15 boerderijen, die overigens voor het overgrote deel geen agrarische functie meer hebben.
Ten noorden van Anreep loopt het Anreeperdiepje, de bovenloop van de Drentsche Aa.

## Naam
De naam is afkomstig van het voorzetsel an (op, hoger gelegen) en reep (rijp, een strook land, waterkant, rand, oever).
Ter Aard · Anreep · Graswijk · De Haar · Loon · Norgervaart (deels) · Rhee · Schieven · Ubbena · Witten · Zeijerveen · Zeijerveld

Drenthe: Steden en dorpen      Nederland: Provincies · Gemeenten